# Lekozotan
Lekozotan potencijalni lek za poboljšanje kognitivnih funkcija kod obolelih od Alchajmerove bolesti.

## Metod dejstva
Lekozotan je kompetitivni, selektivni antagonist  receptor
koji povišava kalijumom stimulisano otpuštanje acetilholina i glutamata.